# Museum der Camargue

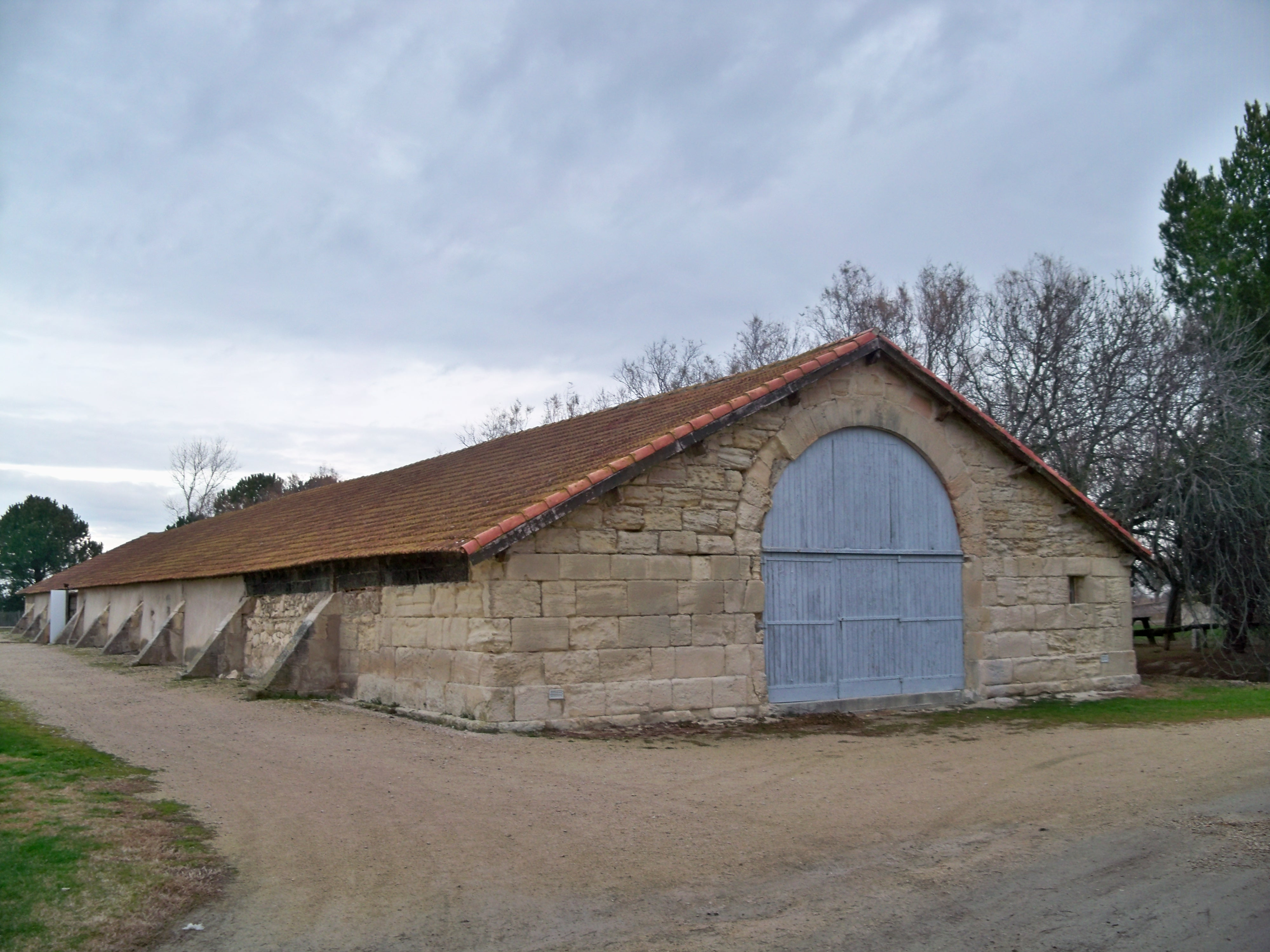
Landwirtschaftsgebäude im Museum der Camargue

Das Museum der Camargue ist ein Regionalmuseum in Mas du Pont-de-Rousty, etwa 10 km von Arles entfernt an der Departement-Straße 570 in Richtung Saintes-Maries-de-la-Mer.
1973 erwarb die Stiftung Regionaler Naturpark Camargue (frz. Fondation du Parc naturel régional de Camargue) das Gebiet um das Mas du Pont-de-Rousty für ein der südfranzösischen Naturschutzregion der Camargue gewidmetes Museum.
Das Museum zeichnet die Entwicklung der menschlichen Aktivitäten im Rhône-Delta nach. Ein 3,5 km langer Fußweg wurde anlegt, um die natürlichen Facetten der Camargue erlebbar zu machen, neben Kulturanbau auch Weiden und Sümpfe.
Für sein Konzept wurde das Museum im Jahr 1979 als Europäisches Museum des Jahres ausgezeichnet.